# Pita (Guinea)
Pita è un comune (in francese sous-préfecture) della Guinea, parte della regione di Mamou e della prefettura di Pita.